# Boogie Woogie Bugle Boy
Boogie Woogie Bugle Boy – amerykańska piosenka z czasów II wojny światowej opowiadająca o wirtuozie trąbki wcielonym do armii. Wielki hit   grupy wokalnej The Andrews Sisters.
Piosenkę napisali Don Raye i Hughie Prince. Została nagrana w wytwórni Decca, w studiu w Hollywood, 2 stycznia 1941 r., krótko przed przystąpieniem USA do II wojny światowej. Piosenka była nominowana do nagrody Academy Award w kategorii Best Song. 
Opowiada o młodym, uzdolnionym i powszechnie podziwianym trębaczu z Chicago. Kiedy zostaje wcielony do armii, by odgrywać pobudki, czuje się bardzo nieszczęśliwy, a jego talent marnuje się. W końcu zostaje utworzony zespół, który staje się radością całej kompanii.
Piosenka bazuje na wcześniejszym hicie Raye'a i Prince'a Beat Me Daddy, Eight to the Bar, która z kolei opowiada o wirtuozie fortepianu grającym boogie-woogie.
W wywiadzie telewizyjnym dla telewizji CNN z 3 czerwca 2006 roku weteran Bill Arter opowiada o tym, jak często grywał w jam sessions z czarnym człowiekiem z Company C, który otrzymał pseudonim Bugle Boy from Company B. Arter był medykiem biorącym udział w D-Day. Nie udowodniono, że wspomniany przez niego człowiek był rzeczywistą inspiracją do napisania piosenki, zwłaszcza dlatego, że powstała ona przed przystąpieniem USA do wojny.
Piosenka z czasem stała się standardem muzyki pop i była wykonywana przez takich wykonawców jak: Bette Midler (1973), Earl Wilson (1976), En Vogue (1990), The Puppini Sisters (2006) i Christina Aguilera (2007).